# Bảo tàng Lịch sử Kielce
Bảo tàng Lịch sử Kielce (tiếng Ba Lan: Muzeum Historii Kielc) là một bảo tàng tọa lạc tại số 4 phố Thánh Leonard, Kielce, Ba Lan.

## Lịch sử
Hội đồng thành phố đưa ra quyết định thành lập bảo tàng vào ngày 1 tháng 9 năm 2006. Vào ngày 30 tháng 10 cùng năm, bảo tàng nhận trụ sở hiện tại là tòa nhà trên phố Thánh Leonard. Tòa nhà này là một ngôi nhà tập thể được xây dựng vào nửa sau thế kỷ 19 và đã được cải tạo từ năm 2004 đến năm 2006 để phù hợp với chức năng bảo tàng. Bảo tàng chính thức mở cửa cho công chúng vào ngày 1 tháng 2 năm 2008. Bảo tàng đón tiếp khoảng 20 nghìn khách tham quan trong năm 2011, 23.299 khách tham quan vào năm 2013 và 17.822 khách tham quan vào năm 2014.

## Hoạt động
Bảo tàng tổ chức một cuộc triển lãm thường trực mang tên "Từ lịch sử của Kielce", cuộc triển lãm này trình bày lịch sử của thành phố trong thời Trung cổ và trong hai thế kỷ 19 và 20. Bên cạnh hoạt động triển lãm, bảo tàng cũng tổ chức các hội thảo, hội nghị, buổi hòa nhạc và chuỗi các cuộc gặp gỡ mang tên "Chuyến xe với lịch sử" nhằm giới thiệu lịch sử của một địa điểm nhất định. Ngoài ra, bảo tàng còn thực hiện các hoạt động xuất bản.